# Classe Natya
La classe Natya (Progetto 266M Akvamarin-M secondo la designazione sovietica) fu una classe di dragamine oceanici della Voenno-morskoj flot, composta da 58 unità di quattro serie distinte entrate in servizio tra il 1970 e il 1981.
Evoluzione dei precedenti dragamine classe Yurka, i Natya sono equipaggiati con un pesante armamento sia per la difesa che per l'attacco ASW e hanno uno scafo amagnetico in quanto costruito in alluminio, nonostante i problemi di corrosione causati dall'acqua di mare; i Natya sono state largamente usate anche come posamine, come unità per il pedinamento dei gruppi navali NATO, e come navi per la raccolta di informazioni di intelligence.
Varie unità sono ancora in servizio con la Marina della Federazione Russa, mentre altre sono state esportate in paesi amici e alleati:
- Governo di transizione dell'Etiopia: una unità ceduta alla Marina militare etiope nel 1991, radiata nel 1996.
- Libia: otto unità cedute alla Al-Quwwāt al-Baḥriyya al-Lībiyya tra il 1980 e il 1986.
- Siria: una unità ceduta alla Al-Bahriyya al-'Arabiyya al-Sūriyya nel 1985, privata dell'armamento e trasformata in nave idrografica.
- Vietnam: una unità ceduta alla Hải quân nhân dân Việt Nam nel 1980 e altre tre tra il 1988 e il 1993.
- Yemen: una unità ceduta alla Marina militare dello Yemen.

L'Unione Sovietica produsse poi tra il 1978 e il 1988 per la Marina militare dell'India dodici dragamine della classe Pondicherry, una versione modificata dei Natya secondo specifiche indiane.